# Kosiarz umysłów
Kosiarz umysłów (ang. The Lawnmower Man) – film science-fiction z 1992 roku w reżyserii Bretta Leonarda na podstawie opowiadania Stephena Kinga Kosiarz trawy ze zbioru Nocna zmiana.
W 1996 roku wydano kontynuację zatytułowaną Kosiarz umysłów 2: Ponad cyberprzestrzenią.

## Fabuła
Naukowiec-informatyk, doktor Lawrence Angelo (Pierce Brosnan), prowadzi badania i doświadczenia nad wykorzystaniem rzeczywistości wirtualnej do kierowania ludzkim mózgiem. Rezygnuje jednak z pracy dla agencji rządowej i eksperymentów na szympansach, gdy szefostwo usiłuje przeforsować nowy projekt, polegający na zwiększeniu agresji u zwierząt. Naukowiec kontynuuje badania na własną rękę. Tym razem królikiem doświadczalnym staje się Jobe Smith (Jeff Fahey), niedorozwinięty ogrodnik z sąsiedztwa, kosiarz trawników. Nowy eksperyment przynosi zdumiewające wyniki. Doktor zauważa ogromną, lecz uśpioną inteligencję mężczyzny i postanawia go wykorzystać do swojego eksperymentu. Wyniki doświadczeń są zdumiewające, lecz pewnego dnia eksperyment wymyka się spod kontroli naukowca.

### Obsada
- Pierce Brosnan – dr Lawrence Angelo
- Jeff Fahey – Jobe Smith
- Jenny Wright – Marnie Burke
- Mark Bringelson – Sebastian Timms
- Austin O’Brien – Peter Parkette
- Geoffrey Lewis – Terry McKeen
- Jeremy Slate – ojciec Francis McKeen
- Colleen Coffey – Caroline Angelo
- Jim Landis – Ed Walts
- Troy Evans – sierżant Goodwin
- Rosalee Mayeux – Carla Parkette
- John Laughlin – Jake Simpson